# 坪内车辆基地
坪内车辆基地（：／ Pyeongnae Charyang Saeopso */?）是韩国铁道公社位于京畿道南杨州市的一个车辆段，在京春线附近，连接坪内好坪站。这个车辆段主要用于京春线的361000系和368000系列车的修理维护和停放。